# Candid Girl
『Candid Girl』（キャンディッド・ガール）は、浅香唯の4枚目のスタジオ・アルバム。1988年6月1日にマイカルハミングバードよりリリースされた。

## 概要
シングル「Believe Again」、そして浅香最大のヒットシングル「C-Girl」が収録され、このアルバムは自己最大のヒット作となった。同年7月には、このアルバムをフィーチャーしたイメージ・ビデオ『Candid Girl -浅香唯 in Australia-』が発売になった。
このアルバムを引っさげて、コンサート・ツアー『'88 SUMMER CONCERT VITAMIN "C" TOUR』（1988年7月22日 - 8月30日、全国18カ所）が開催された。
後に宇多田ヒカルのサウンド・プロデュースを手掛ける西平彰が2曲編曲を手掛けている。
1995年にワーナーミュージック・ジャパンより廉価盤として再発売され、2010年7月7日にはワーナーミュージック・ジャパンから紙ジャケットCDとして再発売され、収録音源には2010年24ビット最新デジタルリマスタリングが施されている。

## 収録曲

### LP

#### SIDE A
1. C-Girl
作詞：森雪之丞／作曲：NOBODY／編曲：井上鑑
  - 10枚目のシングル表題曲。
2. Kiss of Fire
作詞：魚住勉／作曲：馬飼野康二／編曲：西平彰
3. Sunrise to Sunset
作詞：森雪之丞／作曲・編曲：佐藤健
4. Heartbreak Bay Blues
作詞：吉元由美／作曲：井上ヨシマサ／編曲：鷺巣詩郎
5. All My Love
作詞：吉元由美／作曲：和泉常寛／編曲：鷺巣詩郎

#### SIDE B
1. Believe Again
作詞：麻生圭子／作曲：中崎英也／編曲：萩田光雄
  - 9枚目のシングル表題曲。
2. Stay by Me
作詞：麻生圭子／作曲：中崎英也／編曲：井上鑑
  - 「C-Girl」のB面曲。
3. Cry On
作詞：岩里祐穂／作曲：井上ヨシマサ／編曲：中村哲
4. Hold Me Tight
作詞：兼松正人／作曲・編曲：佐藤健
5. Forever
作詞：魚住勉／作曲：馬飼野康二／編曲：西平彰

### CD
1. C-Girl
2. Kiss of Fire
3. Sunrise to Sunset
4. Heartbreak Bay Blues
5. All My Love
6. Believe Again
7. Stay by Me
8. Cry On
9. Hold Me Tight
10. Forever

### 紙ジャケットCD盤
1. C-Girl
2. Kiss of Fire
3. Sunrise to Sunset
4. Heartbreak Bay Blues
5. All My Love
6. Believe Again
7. Stay by Me
8. Cry On
9. Hold Me Tight
10. Forever

#### ボーナス・トラック
1. 19時のLunar
作詞: 石川あゆ子／作曲: 来生たかお／編曲: 萩田光雄
  - 「Believe Again」のB面曲。
2. 勇気
作詞: 森雪之丞／作曲: 中崎英也／編曲: 中村哲
3. C-Girl（オリジナルカラオケ）
4. Stay by Me（オリジナルカラオケ）
5. Believe Again（オリジナルカラオケ）
6. 19時のLunar（オリジナルカラオケ）

## 参加ミュージシャン
- Drum：島村英二、青山純
- Bass：美久月千晴、富倉安生、岡沢章
- E.Guitar：土方隆行、今剛、松下誠、角田順
- Keyboard：井上鑑、国吉良一、倉田信雄、永田一郎、中村哲、鷺巣詩郎、西平彰
- Percussion：浜口茂外也
- Trunpet：数原晋、荒木敏男
- Tronbone：西山健治、清岡太郎
- Saxophone：Jake H. Concepcion、中村哲、淵野繁雄、古村敏比古
- Strings：加藤JOEグループ
- chorus：比山貴咏史、木戸やすひろ、広谷順子、東郷昌和、桐ケ谷俊博、Rajie、坪倉唯子、杉本和代、Darek Jackson

出典：『ニッポンの編曲家』

## 関連作品
- 浅香唯大全集 THE COMPLETE BOX
- 紙ジャケットCD-BOX
- 浅香唯 30周年記念コンプリートBOX